# Neporadza (Rimavská Sobota)

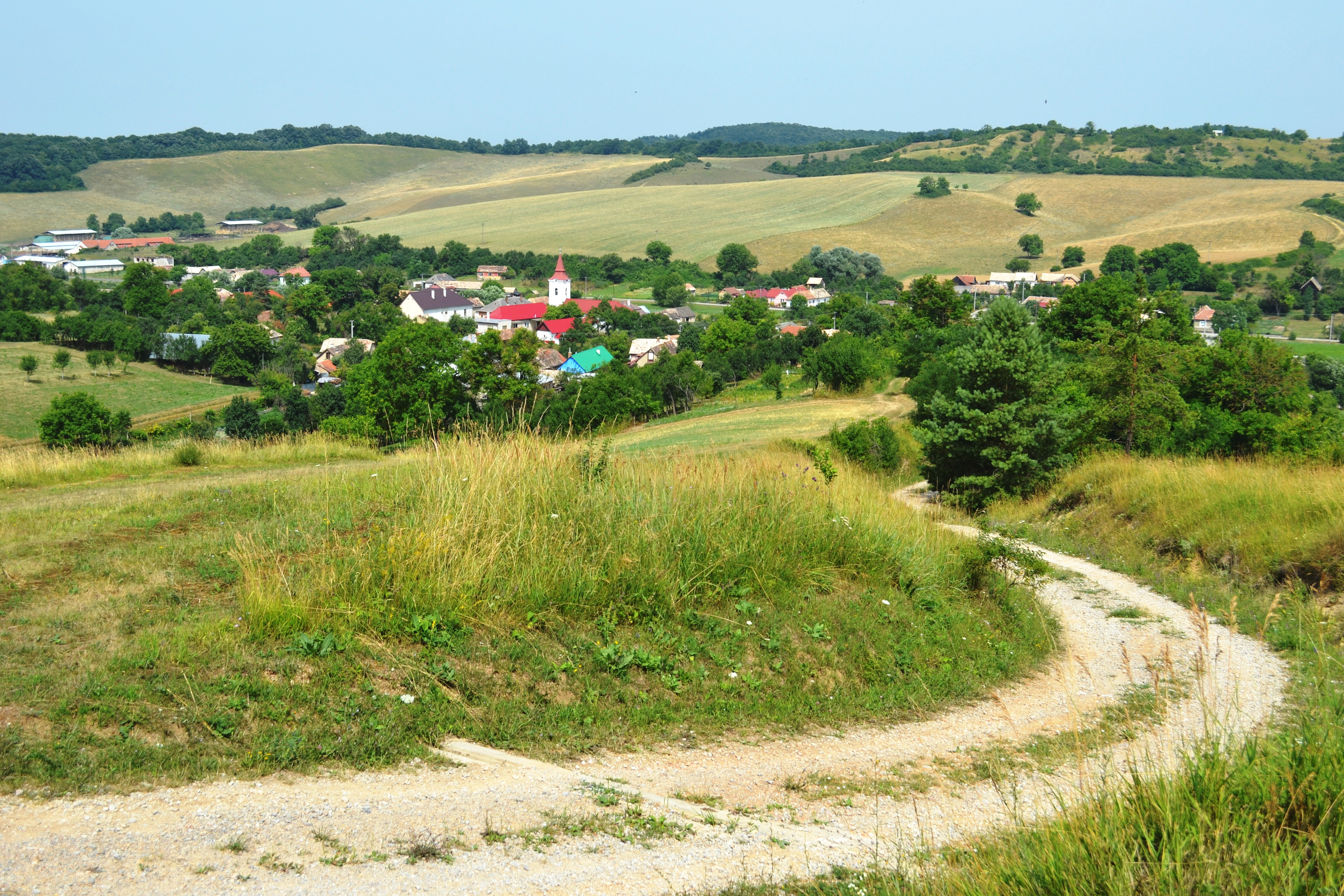
Neporadza (2021)

Neporadza, ungarisch Naprágy (bis 1948 slowakisch „Napraď“) ist eine Gemeinde in der südlichen Mittelslowakei mit 299 Einwohnern (Stand 31. Dezember 2024), die im Okres Rimavská Sobota, einem Kreis des Banskobystrický kraj, liegt und zur traditionellen Landschaft Gemer gehört.

## Geographie
Die Gemeinde befindet sich im östlichsten Teil des Talkessels Rimavská kotlina (Teil der größeren Einheit Juhoslovenská kotlina), am Südhang des Hügellands Bodvianska pahorkatina, am Bach Neporadzský potok in Einzugsgebiet der Slaná, direkt an der Staatsgrenze zu Ungarn. Das Ortszentrum liegt auf einer Höhe von 218 m n.m. und ist 13 Kilometer von Tornaľa sowie 34 Kilometer von Rimavská Sobota entfernt.
Nachbargemeinden sind Hubovo im Norden, Gömörszőlős (H) im Nordosten, Kelemér (H) im Osten und Süden, Kráľ im Südwesten und Westen und Kesovce im Nordwesten.

## Geschichte
Neporadza wurde zum ersten Mal 1254 als Neproad schriftlich erwähnt und lag im Herrschaftsgebiet der Burg Gemer. 1427 besaß ein gewisser János Naprágy 12 Porta, vier Jahre später Lőrinc Naprágy 21 Porta. Nach der türkischen Besetzung des Gebietes wurde Neporadza zum landadligen Ort. 1828 zählte 46 Häuser und 363 Einwohner, die als Landwirte beschäftigt waren. Im 19. Jahrhundert arbeitete eine Windmühle im Ort.
Bis 1918/19 gehörte der im Komitat Gemer und Kleinhont liegende Ort zum Königreich Ungarn und kam danach zur Tschechoslowakei beziehungsweise heute Slowakei. Auf Grund des Ersten Wiener Schiedsspruchs lag der Ort von 1938 bis 1944 noch einmal in Ungarn. Bis 1945 waren die Einwohner als Landwirte, Fuhrmänner und Holzfäller tätig.

## Bevölkerung
| Jahr                | 1994 | 2004    | 2014     | 2024     |
| ------------------- | ---- | ------- | -------- | -------- |
| Anzahl der Personen | 312  | 313     | 251      | 299      |
| Unterschied         |      | +0,32 % | −19,80 % | +19,12 % |

| Jahr                | 2023 | 2024    |
| ------------------- | ---- | ------- |
| Anzahl der Personen | 302  | 299     |
| Unterschied         |      | −0,99 % |

Gemäß der Volkszählung 2011 wohnten in Neporadza 277 Einwohner, davon 201 Magyaren, 47 Slowaken und 13 Roma. 16 Einwohner machten keine Angabe zur Ethnie.
126 Einwohner bekannten sich zur römisch-katholischen Kirche, 110 Einwohner zur reformierten Kirche und 13 Einwohner zur Evangelischen Kirche A. B. 17 Einwohner waren konfessionslos und bei 11 Einwohnern wurde die Konfession nicht ermittelt.

## Baudenkmäler
- reformierte (calvinistische) Kirche im klassizistischen Stil aus dem Jahr 1839, die einen ausgebrannten Sakralbau im Renaissancestil ersetzte[6]

## Verkehr
Nach Neporadza führt nur die Straße 3. Ordnung 2763 von Štrkovec heraus (Anschluss an die Straße 1. Ordnung 67). Der nächste Bahnhof ist in Tornaľa an der Bahnstrecke Bánréve–Dobšiná.